# Burgstall Hetzelsdorf
Der Burgstall Hetzelsdorf ist eine abgegangene Burg in Hetzelsdorf, einem Ortsteil der Gemeinde Pretzfeld im Landkreis Forchheim in Bayern.
Die Ortsadeligen, die vermutlich Ministeriale der Edelherren von Schlüsselberg waren, werden 1287 erstmals genannt. Im 14. Jahrhundert werden die Herren von Haller erwähnt.
Die Burgstelle der ehemaligen Burganlage ist heute überbaut.